# 古田圭一
古田 圭一（ふるた けいいち、1957年8月14日 - ）は、日本の政治家、教育者。元衆議院議員（2期）。学校法人早鞆学園理事長。山口県私立中学高等学校協会会長。元公立大学法人下関市立大学理事。元宇部興産株式会社主任研究員。

## 経歴
- 1976年3月 - 山口県立宇部高等学校卒業
- 1980年3月 - 九州大学工学部応用化学科卒業
- 1982年3月 - 九州大学大学院 総合理工学研究科修士課程 修了、高等学校教諭一級免許取得。
- 1982年4月 - 宇部興産株式会社 入社（担当業務：研究開発）
- 1997年3月 - 宇部興産株式会社退社
- 1997年4月 - 学校法人早鞆学園奉職
- 1997年10月 - 学校法人早鞆学園理事長就任
- 2000年5月 - 山口県私立中学高等学校協会常任理事
- 2010年12月 - 財団法人山口県私学教育振興財団副理事長
- 2013年5月 - 一般社団法人山口県指定自動車学校協会理事
- 2014年4月 - 山口県私立中学高等学校協会会長
- 2014年12月 - 第47回衆議院議員総選挙に自由民主党公認で比例中国ブロック単独候補として初当選
- 2015年5月 - 自由民主党山口県衆議院比例区第一支部支部長[3]
- 2017年10月 - 第48回衆議院議員総選挙 比例中国ブロックで再選
- 2021年10月 - 第49回衆議院議員総選挙に立候補せず政界引退[4]。

## 政策
- 特定秘密保護法は日本に必要[5]。
- 憲法改正に賛成
- アベノミクスを評価する[6]
- 「消費税0%の検討」を掲げた『国民を守るための「真水100兆円」令和2年度第2次補正予算に向けた提言』に賛同している[7]。

## 議員連盟
- 神道政治連盟国会議員懇談会[8]
- 二木会 （山口県選出国会議員の会）
- 中核市とともに地方分権を推進する国会議員の会
- 日本海沿岸地帯振興促進議員連盟
- 学校施設耐震化等整備促進議員連盟
- 自由民主党行政書士制度推進議員連盟
- 地方居住推進議員連盟[3]